# 冒險奇兵
《冒險奇兵》是台灣三立都會台的綜藝節目。原為一個兩隊搶關奪寶的節目，在後期版本改為兩隊大車拼取分數。

## 簡介
- 可以說是曾國城曾經主持的超級電視台《黃金傳奇》的延續版，但和《黃金傳奇》沒有直接關係。
- 2005年6月12日開播。
- 播放時段為逢星期日晚上8點至10點，當晚12點和下週日中午12點重播。
- 自2009年3月21日開始改為每星期六晚上7點至9點，隔天周日中午12點週日凌晨12點30分重播。
- 自2010年9月19日開始改為每星期日中午12點半至下午2點半，原本的每星期六晚上7點至9點的播出時段改為重播上週播出內容。

## 歷屆主持人
| 日期                          | 主持人 | 主持人 | 主持人 | 備註                                                                                          |
| ----------------------------- | ------ | ------ | ------ | --------------------------------------------------------------------------------------------- |
| 2005年6月12日 - 2005年12月4日 | 曾國城 | 陸明君 |        |                                                                                               |
| 2005年12月11日 - 2009年4月4日 | 曾國城 | 陳喬恩 |        | 2005年12月11日，陸明君因時間調度問題，主持了26期後由陳喬恩接棒。                              |
| 2009年4月11日 - 2009年6月13日 | 曾國城 | 王仁甫 | 夏于喬 | 2009年4月11日，陳喬恩因要到中國作戲劇發展而請辭，由王仁甫、 夏于喬接棒。                      |
| 2009年6月20日 - 2010年6月5日  | 曾國城 | 王仁甫 |        | 2009年6月20日，夏于喬退出主持，主持群只剩曾國城及王仁甫。                                     |
| 2010年6月12日 - 2010年9月26日 | 曾國城 |        |        | 2010年6月12日，新企劃校園最強王者爭霸戰開始後，只剩曾國城一個人單獨主持，王仁甫暫時退出主持。 |
| 2010年10月3日 - 2011年5月21日 | 曾國城 | 王仁甫 |        | 2010年10月3日，王仁甫回來主持冒險奇兵。                                                       |

## 節目隊伍分組方式
早期節目是由藝人以玩遊戲的方式來進行節目，隊伍分為紅藍兩隊。
- 藍隊: 城城隊 （由曾國城帶領） (之前為夏喬帶領的喬喬隊，但之前三人主持時期也會變成仁甫隊)

- 紅隊: 仁甫隊 （由王仁甫帶領） （原為喬恩隊，由陳喬恩帶領）（更早期為君君隊，由陸明君帶領）

而節目新企劃校園最強王者爭霸戰開始後，紅藍兩隊的隊員皆以藝人和在校學生所組成

## 比賽地點
- 比賽地點大部分為台灣或亞洲各地（如基隆、新竹、台北、屏東、高雄、台南、台中、花蓮，其他則有馬來西亞、泰國、關島、韓國、新加坡、菲律宾、澳门、帛琉、海南島、香港等。）

## 比賽規則
- 比賽性質原為兩隊同時間出發，分頭挑戰不同關卡任務或在地隊，到達終點開寶箱的時間快的一隊獲勝。
- 之後曾改為兩隊第一關大車拼，勝方首先出發，仍是開寶箱的時間快的一隊獲勝。
- 現在已改為從頭到尾兩隊大車拼，經過數關後分數較高的一隊獲勝。

## 比賽遊戲
比賽遊戲項目眾多，多為動態的運動性遊戲，如水上比拼、極限遊戲，但也有比較靜態的如終極密碼。

## 後續節目
《冒險奇兵》於2011年5月21日停播後隔三年，三立都會台於2014年7月20日製作同性質後續節目《綜藝玩很大》。主持人改由吳宗憲與林柏昇（KID）聯手主持。

## 外部連結
- 冒險奇兵官方部落格 （页面存档备份，存于）